# Piscine Pontoise
Pour les articles homonymes, voir Pontoise (homonymie).
La piscine Pontoise est une piscine située rue de Pontoise dans le 5e arrondissement de Paris (France).

## Historique
Bâtie en 1933, elle fait partie des quatre piscines construites à Paris par Lucien Pollet pour les Piscines de France, avec la piscine Molitor, la piscine de la Jonquière, et la piscine Pailleron.
Cette piscine fait l’objet d’une inscription au titre des monuments historiques depuis le 19 juin 1998.
La piscine a été restaurée en 2023 par l'agence Pierre Marchand Architecte du Patrimoine.
La piscine Pontoise a servi de décor au tournage de Trois Couleurs : Bleu de Krzysztof Kieślowski, Nelly et monsieur Arnaud de Claude Sautet.
La piscine Pontoise était l'un des lieux majeurs de la première  Nuit blanche 2002, où l'artiste Nathalie Junod Ponsard y a créé l'œuvre de lumière Deep Water.   

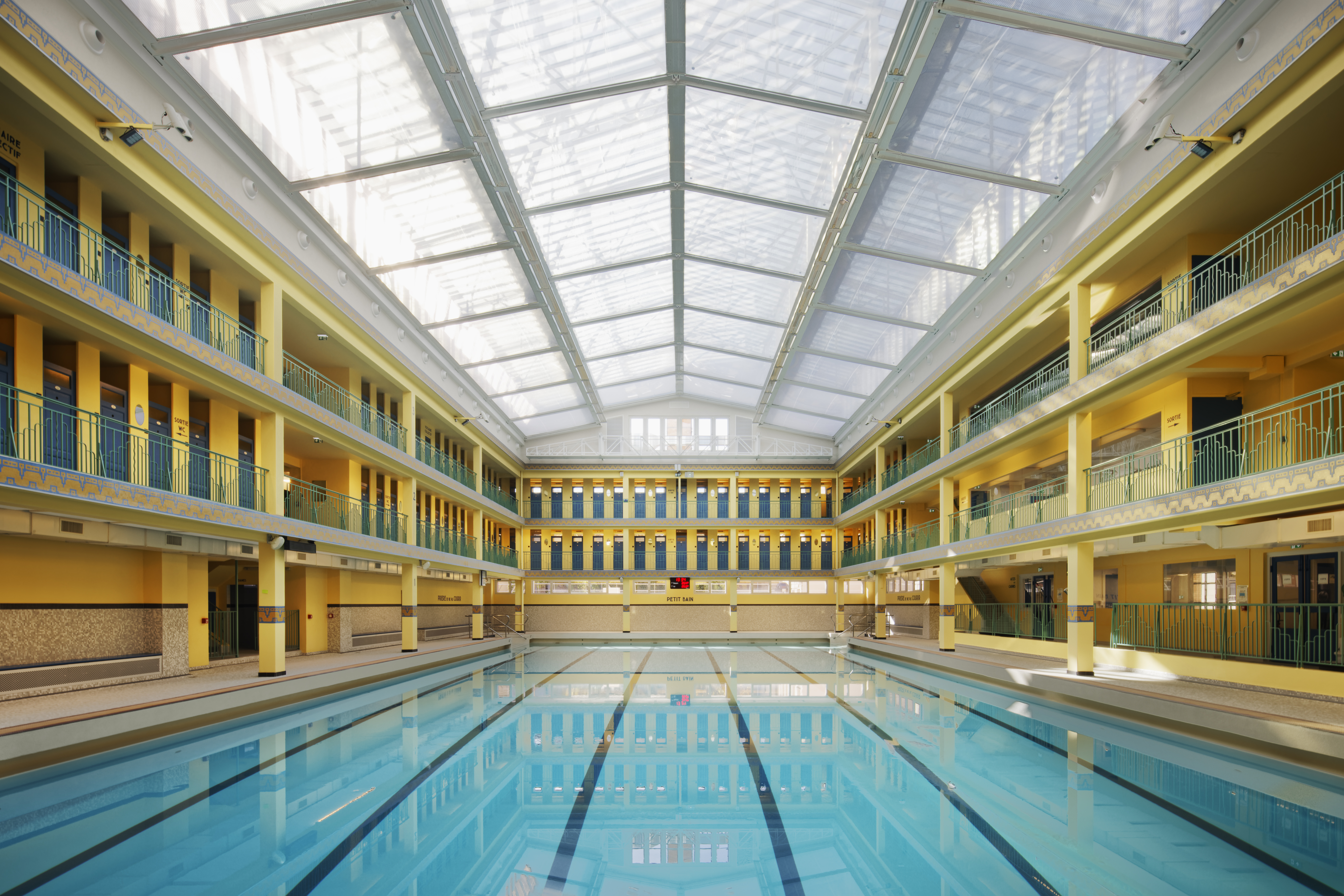
Intérieur de la piscine.